# Colleen Moore
Colleen Moore, ursprungligen Kathleen Morrison, född 19 augusti 1899 i Port Huron i Michigan, död 25 januari 1988 i El Paso de Robles i Kalifornien, var en amerikansk skådespelare.
Dotter till en konstbevattningsingenjör. Utbildade sig till pianist vid Musikkonservatoriet i Detroit. Filmdebut 1917. Moore var en av de mest populära stjärnorna på 1920-talet; hon var en symbol för jazzåldern med sitt bobbade hår och sina korta kjolar – en så kallad "flapper". Hon medverkade också i en rad westernfilmer mot Tom Mix. Hon var den första stumfilmsstjärnan som tjänade mer än 10 000 dollar per vecka.
Moore var gift tre gånger; make nr 2 och 3 var bägge börsmäklare och hon skrev boken How Women Can Make Money on the Stock Market. Hon lämnade filmen 1934.

## Filmografi (urval)
- The Bad Boy (1917)
- Brådmogen ungdom (1923)
- Livets äventyr (1924)
- När syrenerna blommar (1928)
- Atlantäventyret (1928)
- Hans andra hustru (1933)
- The Scarlet Letter (1934)